# Jacques Faizant
Jacques Faizant, né le 30 octobre 1918 à Laroquebrou (Cantal) et mort le 14 janvier 2006 à Suresnes, est un dessinateur de presse français, célèbre éditorialiste du Figaro, collaborateur de divers supports de presse tels que Carrefour, La Vie catholique, Bonjour dimanche, La Voix du Nord, Le Dauphiné libéré, Les Dernières Nouvelles d'Alsace, Jours de France, Paris Match et Le Point.

## Biographie
Fils d'un menuisier, il effectue sa scolarité à Biarritz avant d'intégrer l'école hôtelière de Nice. Il travaille six ans dans l'hôtellerie avant de se lancer dans le chant, le dessin animé et le dessin d'humour, publiant son premier dessin en 1942 dans le journal Dimanche Illustré, mais sa carrière de dessinateur ne commence véritablement qu'à la Libération, époque où de nombreux journaux sont créés et où il arrive facilement à placer ses productions.
En 1956, Marcel Dassault lui commande quelques dessins au lavis pour l'hebdomadaire Jours de France. En 1958, il apporte au rédacteur en chef du journal Paris-Presse, auquel il collaborait régulièrement, un dessin inspiré de l'actualité. Son dessin est publié, et il lui en fournit d'autres, quotidiennement, en rapport avec l'actualité.
À partir du 1er septembre 1960, il devient dessinateur politique dans le quotidien français Le Figaro, dont son graphisme ne tarde pas à devenir l'un des emblèmes. Quarante ans plus tard (29 novembre 1999), il est relégué dans les pages intérieures du journal, avant de quitter le journal le 3 octobre 2005, un an avant sa disparition.
Le Figaro lui rend hommage du 19 au 30 décembre 2005 en publiant chaque jour un de ses dessins emblématiques, et le 31 décembre, toujours dans le Figaro, dix-sept dessinateurs issus de tous les horizons de la presse française lui rendent hommage. Dans son édition du 14 décembre 2005, l'hebdomadaire Charlie Hebdo consacre deux pages à Jacques Faizant : des hommages nettement plus grinçants lui sont rendus par Luz, Tignous, Sattouf, etc., sous le titre : Jacques Faizant prend sa retraite, les dessinateurs de Charlie postulent au Figaro. 
Il est père de deux enfants, l'ainé Patrice et le cadet Michel. Ce dernier est devenu également dessinateur de presse humoristique sous le pseudonyme de Chimulus.
Jacques Faizant est mort le 14 janvier 2006 à l'hôpital Foch de Suresnes. Sa tombe se trouve au cimetière ancien de Rueil-Malmaison.

## Œuvre

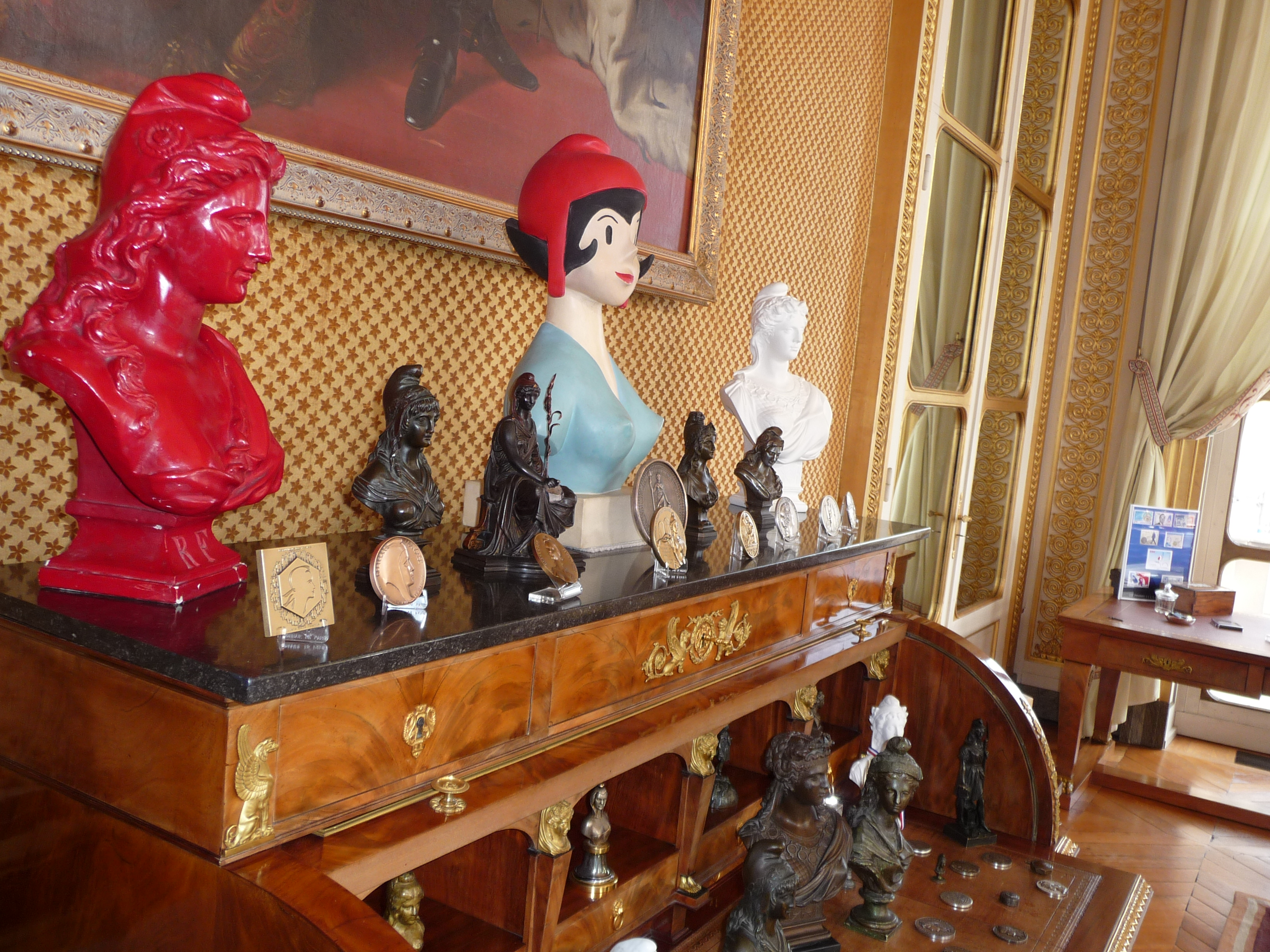
Marianne de Jacques Faizant, buste situé au milieu de la rangée de la collection de Jean-Louis Debré.

Ses dessins, d'un conservatisme politique engagé et assumé, sont souvent marqués par son admiration du Général de Gaulle. C'est de cette veine qu'il tire son dessin sans doute le plus célèbre et marquant : dans Le Figaro (édition du 11 novembre 1970, juste après le décès du général de Gaulle (qui avait quitté le pouvoir en 1969), il a représenté Marianne, l'image de la République et un de ses personnages récurrents, pleurant sur un chêne déraciné. C'est de ce dessin sobre et émouvant que se sont inspirés André Malraux pour le titre de son ouvrage Les Chênes qu'on abat... (Gallimard, 1971), et Plantu pour rendre à son tour hommage à son confrère.
Il a travaillé et connu le succès de 1962 à 1995 avec son agent Christiane Charillon, également agent du dessinateur Sempé, vendant ses dessins aussi bien aux entreprises privées qu'aux dirigeants politiques (souvent prompts à acquérir les dessins qui les représentaient), et multipliant les expositions dans les galeries parisiennes, comme la galerie Varine-Gincourt,  ou la Galerie Humour, rue du Moulin Vert dans le XIVe arrondissement.
Outre un dessin quotidien dans Le Figaro, Jacques Faizant produit alors également pendant plusieurs années une page hebdomadaire dans Le Point.
Si ses traits ne manquaient pas de souligner les travers socialistes (Vive le Roué, 1989), Faizant ne s'empêche pas de lancer quelques piques plutôt tendres à l'endroit de la bourgeoisie, personnifiée par ses « vieilles dames », dans Paris Match.
Outre la minijupe de sa Marianne « maîtresse des présidents », Jacques Faizant a imposé quelques attributs visuels à certains hommes publics : le cochon-tirelire de Michel Debré, le parapluie de Laurent Fabius, le chapeau de Charles Hernu.
On estime que Jacques Faizant a produit plus de 50 000 dessins au cours de sa carrière. On lui doit aussi un dessin publicitaire célèbre, commandité par la Confrérie des maîtres pipiers de Saint-Claude : « La pipe, c'est mieux ».
Il est par ailleurs romancier et auteur de théâtre.
Plusieurs dizaines de recueils de ses dessins de presse ont été publiés.
Le 30 octobre 2018, à l'occasion du centenaire de sa naissance, 300 œuvres originales, dessins et aquarelles sont mis en vente à l'hôtel des ventes de Drouot. Presque tout le lot est vendu pour 90 000 € (104 605,65 €2024), plus du double de l'estimation initiale.

### Collaborations
En 1988, Jacques Faizant et Georges Wolinski publient un album de dessins commun : Tous présidents !.

### Affiche de cinéma
- 1985 : Liberté, Égalité, Choucroute, de Jean Yanne

## Cyclotouriste
Ce n'est pas un moindre aspect de sa vie que le cyclotourisme, qu'il découvre avec le docteur Ruffier. Il roule en général sur un cycle Alex Singer jaune acheté en 1976. En 1989 il possède plusieurs vélos, dont un tandem fabriqué par la maison Urago de Nice à la fin des années 1960 et un cycle France-Loire en Duralinox. Il est membre de plusieurs clubs dont ceux de Rueil-Malmaison et d'Anglet où il a une résidence. Il se définit comme randonneur plutôt que comme cyclotouriste, appréciant les longues distances et les voyages à vélo.
Jacques Faizant fait partie des premiers inscrits au Club des cent cols, dont on devient membre après avoir franchi cent cols à vélo, et il dessine les couvertures des premiers numéros de la revue de ce club.
Il crée un personnage de roman pratiquant le cyclotourisme, Albina, qu'il place au centre de deux livres qu'il définit comme des chroniques cyclistes : Albina et la bicyclette en 1968, et Albina roule en tête en 1977. Il écrit des articles et fait des dessins pour la revue Le Cycliste, créée par Vélocio ainsi que pour la revue Cyclotourisme, gérée par la Fédération française de cyclotourisme[réf. nécessaire].
Il a retiré de la pratique régulière du vélo autant de philosophie qu'il lui en a donné. « Sortir de chez soi avec tout son bien dans une ou deux sacoches, mettre ses gants, s’asseoir sur la selle, poser le pied sur la pédale, regarder le ciel et partir. Le cyclotourisme, c’est cela. »

## Livres

### Dessins
- La Ruée vers l'ordre, Denoël, 1967.
- Les caprices de Marianne, Denoël, 1969.
- Les Soldés de L’an Deux, Denoël, 1970.
- Y'a qu'à, Denoël, 1971.
- Les Gros soucis, Denoël, 1972.
- Objectif Mars, Denoël
- C'est reparti, Denoël
- Fais-moi peur !, Denoël, 1973.
- Tiens, c'est plus Valéry ! Denoël
- Objectif Mars, Denoël, 1977.
- L'État de grince, Denoël, 1982.
- Le beau joli nouveau est arrivé, Denoël, 1984.
- Vive Le Roué !, Denoël, 1989.
- 90 Rude la paix, Denoël, 1990.
- Au temps pour les crosses !, Denoël, 1991.
- Par Ici la sortie !, Denoël, 1993.
- Chirac bon pour le service !, Denoël, 1995.
- L'Année des médusés, Denoël, 2002.
- Sarkocorico !, Denoël, 2004.

### Romans
- Allez vous rhabiller, Calmann-Lévy, 1953.
- Ni d'Ève ni d'Adam, Calmann-Lévy, 1954.
- Rue Panse-Bougre, Calmann-Lévy, 1958.
- Au lapin d'Austerlitz, Calmann-Lévy, 1962.
- Albina et la bicyclette, chronique cycliste, Calmann-Lévy, 1968.
- Oublie-moi, Mandoline, Calmann-Lévy, 1973.
- Albina roule en tête, chronique cycliste, Calmann-Lévy, 1977.

### Autres
- L’œil à la main (conversations avec Gilles Plazy), Stock

## Distinctions
- Chevalier de la Légion d'honneur[10].
- Prix Renaissance des arts 1986[11].

### Documentation
- Christian-Marc Bosséno et Jean-François Mathieu, « Dessinateur et faiseur de légendes. Entretien avec Jacques Faizant (Dessinateur, Le Figaro)», Sociétés & Représentations, 2/2000 (no 10), p. 201-207
- Pierre Pellissier, Jacques Faizant dessinateur de légendes, JC Lattès, 1996.
- Jean-Paul Tibéri, Jacques Faizant. L'Humour au quotidien, Jean-Cyrille Godefroy, 1991.